# 凯茜·韦斯顿
凯茜·韦斯顿（英語：Kathy Weston，1958年5月19日—），美国女子田径运动员。她曾代表美国参加1975年泛美运动会田径比赛，获得一枚金牌和一枚银牌。她也参加了1976年夏季奥运会。